# Dominika Hužvárová
Dominika Hužvárová (* Havířov) je česká modelka, Miss EURO 2008 a vítězka mnoha soutěží krásy, zastánkyně antifeministických postojů a provozovatelka webu www.stopfeminismu.cz, jejímž prostřednictvím mimo jiné oslovila veřejným dopisem poslance, aby se pokusila zamezit přijetí antidiskriminačního zákona. Jejím partnerem je Daniel Čada.

## Vzdělání
Bakalářský titul získala na Vysoké škole hotelové v Praze. V červnu 2012 složila státní zkoušky na Vysoké škole finanční a správní, obor marketingová komunikace a byl jí udělen titul Ing. 

## Modeling
Modelingu se věnuje od svých patnácti let, pravidelně se účastní módních přehlídek. Dále se věnuje fotomodelingu, stala se spolu s vítězkou České Miss 2012 Terezou Chlebovskou tváří firmy Kajot Bet, Litex, Bonver, Maxis Nordblanc, atd. Natáčela reklamy pro Staropramen, Rako, australské pivo, Pure Blonde, Intel, Comcast, Avon, Rexona, Axe, Ge Money. [zdroj⁠?!]

## Soutěže Miss
Dominika Hužvárová se účastnila desítek soutěží. Na většině z nich se umístila na předních pozicích, například na:
- Pretty Woman 2013 (Praha) - vítězka [3]
- Miss Peace International 2011 (Kypr) (II. vicemiss) [4]
- Miss Slaska i Moraw 2011 Polsko)[5]
- Miss Euro 2008 (Německo)[6]
- Miss Baník 2008(ČR)[7]
- Queen of the World 2008 (IV. vicemiss)
- Miss Bikini Lefkada 2008(Řecko)[8]
- Miss Superkrás 2007(ČR)[9]
- Look Bella 2006 (ČR)[10]
- Gold Hair Queen 2006 (ČR) [11]
- Miss Wakacji 2005(Polsko)[12]
- Miss Motosport 2005 (ČR)[13]
- Miss Eurosport 2004 (ČR)[14]
- Miss Praha 2004 (ČR)[15]
- Miss Reneta 2003 – vítězka